# Hákonarmál

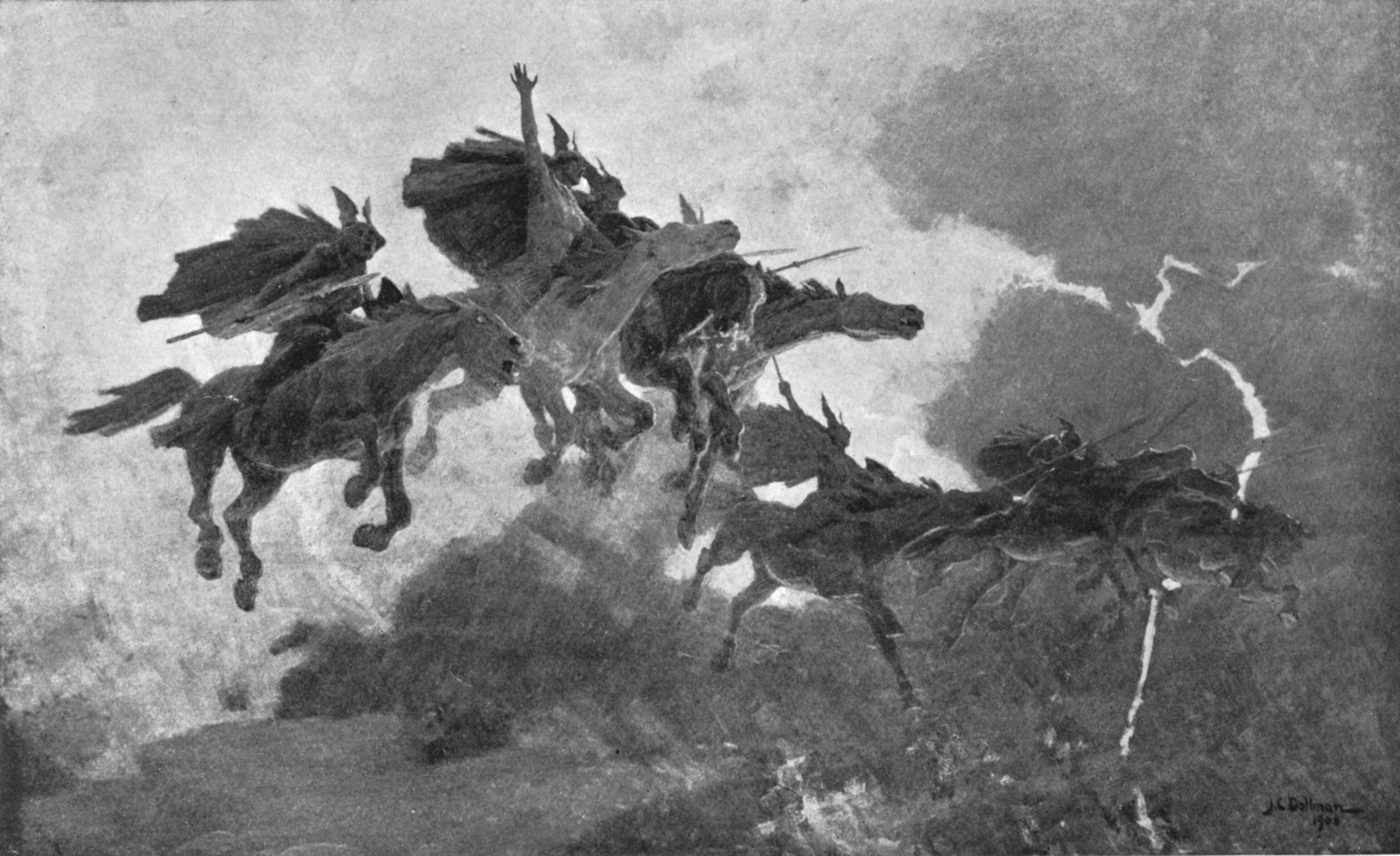
Valkyriornas ritt av J.C. Dollman, 1909.

Hákonarmál är en minnesdikt av den norske skalden Eyvind skaldaspiller över kung Håkon Adalsteinsfostre, som sårades dödligt i slaget på Stord år 961. Eyvind, som själv hade en framträdande roll i slaget, var dotterdotterson till Harald hårfagre och således släkt med kung Håkon, som också var hans vän.
Dikten, som består av 21 strofer, skildrar Håkons sista strid samt hans ankomst till Valhall och utmynnar i en vacker hyllning till den döde. Dikten har bevarats fullständigt i Håkon den godes saga i Heimskringla; ungefär hälften av stroferna finns också i Fagrskinna och några enstaka i Skáldskaparmál. Versmåttet är ljóðaháttr utom i stridsskildringen (3–9), som är i málaháttr.

## Handling
Dikten tar sin början i gudavärlden: Oden sänder ut valkyriorna Göndul och Skögul för att välja vilken furste som ska få komma till Valhall. De får genast ögonen på den tappre Håkon, som, brynjeklädd och med guldhjälm, förbereder försvaret av Stord. Därefter rasar striden häftigt i sex strofer. Håkon segrar men dör själv i kampen. Enligt Heimskringla träffades han av en fleinn i armen när han förföljde flyende fiender och dog senare av blodförlust. Att också manfallet bland hans män var stort framgår av dikten:
| Gǫndul þat mælti, studdisk geirskapti: vex nú gengi goða, es Hôkoni hafa með her mikinn heim bǫnd of boðit. | Mot spjutet sig stödde Gondul och sade: "Nu växer gudarnas följe, då Håkon med en talrik här till sig de bjudit." | Gondul sade på glimspjut stödd: "Gudarnas värnkraft växer när Håkon vi har med hären all hem till vår hall bjudit." |  |

Det hör till saken att konung Håkon, som fick denna "inbjudan" till Valhall, var både döpt och uppfostrad i kristen tro. I Heimskringla berättas att han mycket aktivt försökte göra Norge kristet. När han nu i dikten får klart för sig att valkyriorna ämnar skicka honom till Valhall, blir han orolig. Hur ska han som kristen bli mottagen där?
| "Illúðigr mjǫk þykk jumk Óðinn vesa, séumk vér hans of hugi." | "Mycket ovänlig synes mig Oden: hans sinnelag jag rädes." | "Ondsint tycks Odin mig vara, främst jag fruktar hans hug." |  |

Oden sänder då själv sina söner Brage och Hermod till Håkon för att lugna honom: "Alla enhärjars fred skall du hava, konung! Tag del i asarnas gästabud!" Därefter tillkännages hur varsamt kungen har behandlat alla hedniska, heliga platser:
| Þá þat kyndisk, hvé sá konungr hafði vel of þyrmt veum, es Hôkon bôðu heilan koma rôð ǫll ok regin. | Nu det röntes, huru konungen hade helgedomarna skonat, då alla gudar Håkon bjödo att välkommen vara. | Då kungjordes hur kungen skonat vi och vimarker väl – och "Hell", ropte de, "Håkon drott!" – asar och urmakter alla. |  |

Oden visar sig alltså vara ytterst tolerant mot religiösa avvikare. Diktens två sista strofer lyder:
| Mun óbundinn á ýta sjǫt fenrisulfr fara, áðr jafngóðr á auða trǫð konungmaðr komi Deyr fé, deyja frændr, eyðisk land ok láð; síz Hôkon fór með heiðin goð, mǫrg es þjóð of þéuð. | Ur fjättrarna löst skall Fenresulven mot mänskorna fara, innan en konung god som denne fyller hans tomma plats. Fä dör, fränder dö, land och folk förgås. Sedan Håkon for till de hedna gudarna, många i träldom förtryckas. | Obunden över vår värld Fenrisulven skall fara, förrn i lediga stoln en lika god konung komma skall. Fä dör, fränder dör, land läggs öde och län: sen Håkon for till hedna gudar nöd lider Nordens män. |  |

## Disposition
Diktens uppbyggnad kan schematiskt beskrivas på följande sätt:
- Inledning, stroferna 1–2, ljóðaháttr: Oden sänder två valkyrior till slagfältet på Stord.
- Akt I, stroferna 3–9, málaháttr: Slaget på Stord. (Strof 9 är en övergångsstrof; striden är nu slut men de dödas själar dröjer sig ännu kvar på slagfältet.)
- Akt II, stroferna 10–18, ljóðaháttr. Utspelar sig i den hinsides världen.
  - Scen 1, stroferna 10–13. Dialog mellan Håkon och valkyriorna, som i strof 13 ger sig av för att anmäla Håkons ankomst.
  - Scen 2, stroferna 14–18. Ankomsten till Valhall. Dialog mellan Brage och Håkon, som uttrycker stor rädsla för Oden (15, 17), men som i strof 18 blir mottagen med jubel.
- Avslutning, stroferna 19–21, ljóðaháttr. Lovprisning av Håkon.

## Tendens
Hákonarmál har troligen tillkommit rätt snart efter Håkons död år 961, även om sista diktraden – som anspelar på Harald gråfälls förtryck – tyder på att någon tid har förflutit. Dikten har en tydlig politisk tendens. "Tendensen är att framställa Håkon som en i hednisk mening rättroende furste, och syftet är att till samtiden förmedla denna uppfattning om honom, och således ställa honom som motpol till de tempelbrytande, kristna Erikssönerna", skriver Finnur Jónsson. Håkons enda "fel", ur hednisk synpunkt, var att han var kristen, och det är denna "fläck" på hans minne som Eyvind med sitt kväde försöker tvätta bort. Det som i dikten får asarna att med jubel välkomna Håkon till Valhall är att han skyddat hedniska kultplatser – något som Erikssönerna inte gjorde. I dikten kallas också Håkons regering för "den goda tiden" – i motsats till den tid som råder "nu" när Harald gråfäll är kung.
Diktens idé – att låta en död furste göra ett bejublat intåg i Valhall – har Eyvind, enligt vad som påstås i Fagrskinna, lånat från det anonyma dödskvädet Eiríksmál. I detta kväde är det hjältarna Sigmund och Sinfjötle som kommer den döde kungen till mötes; i Hákonarmál är det Odens söner Brage och Hermod. Eyvind tycks dock ha behandlat ämnet på ett mycket självständigt sätt, även om det är svårt att jämföra de båda kvädena, då Eiríksmál endast har bevarats i fragment.
Sista strofen i Hákonarmál är av särskilt intresse eftersom den innehåller ett citat från Hávamál 77/78.
Det bör dock påpekas att den dikt som nu går under namnet Hávamál inte fanns på Eyvinds tid. Den är en kompilation från 1200-talet av sex eller sju mindre dikter, som har visat sig vara svåra att åldersbestämma. Det är dock uppenbart att just de rader som Hákonarmál och Hávamál har gemensamt inte kan vara yngre än Hákonarmál, vars ålder är känd. Däremot kan man inte med säkerhet veta vem som citerar vem. Kan det vara den okände skald, som diktade den strof som senare kom att infogas i Hávamál, som har låtit sig inspireras av Eyvind skaldaspillers Hákonarmál? Eyvinds rykte som "plagiator" har dock medfört att det är han som brukar misstänkas för det litterära lånet. Om denna misstanke är riktig kan man nog anta att den citerade strofen varit välkänd på Eyvinds tid; kanske så välkänd att Eyvind kunnat förutsätta att åhörarna visste hur strofen egentligen skulle lyda. I Hávamál 77/78 kontrasterar de båda halvstroferna mot varandra. Första halvan lyder: Fä dör, fränder dör, en dag dör ock du, men i andra halvan berättas vad som inte dör. I strof 77 är det "det goda eftermälet" (orðztírr), i strof 78 "domen över död man". I Hákonarmál har Eyvind plockat bort denna kontrast; här är svartsynen obruten: Sedan Håkon dog har allting bara blivit sämre och sämre. Det är ladejarlarnas syn på Harald gråfälls regering som här kommer till uttryck.